# نوئه روبیو
نوئه روبیو (انگلیسی: Noemí Rubio؛ زادهٔ ۷ دسامبر ۱۹۸۳) بازیکن فوتبال اهل اسپانیا است.
از باشگاه‌هایی که در آن بازی کرده‌است می‌توان به باشگاه فوتبال زنان بارسلونا اشاره کرد.